# セガ3D復刻アーカイブス
『セガ3D復刻アーカイブス』（セガスリーディーふっこくアーカイブス）は、セガより2014年12月18日に発売されたニンテンドー3DS用ゲームソフト。
2015年12月には第2集『セガ3D復刻アーカイブス2』と、本作と2作目をワンセットにした『セガ3D復刻アーカイブス1&2 ダブルパック』もリリースされた。
2016年12月に第3集となる『セガ3D復刻アーカイブス3 FINAL STAGE』、本作と2、3作目をワンセットにした『セガ3D復刻アーカイブス1・2・3 トリプルパック』も発売。

## 概要
ニンテンドー3DSダウンロード専用タイトルとして展開されている『セガ3D復刻プロジェクト』（以下「3D復刻プロジェクト」）スタート2周年を記念した、同シリーズの各リリースタイトル+αを一つのパッケージにまとめたカップリングソフトである。
収録タイトルは過去の3D復刻プロジェクトから選出した6タイトルの他、本パッケージ版のみの追加タイトルとしてセガ・マークIII/セガ・マスターシステム用の3D作品・『スペースハリアー3D』と『アウトラン3D』が新たに移植・収録される。
本作を制作した背景にはセガの営業部からの打診があった。営業部はまず「パッケージ版をやらないか?」と提案、さらに「そもそも『3D復刻プロジェクト』のタイトルがリリースされてきたことすら知らないという人がいるだろう」とシリーズプロデューサーの奥成に指摘した。このことから、3DSをインターネットに接続していないユーザーに向けたパッケージソフトとして本作の制作を決めたという。
2014年末発売を目標に開発を始めたが、その時点でNewニンテンドー3DSシリーズのリリースのことは全く知らなかった。そのためNew 3DS向けに新たな仕様を作ることは無理だったのこと。
パッケージイラストは杉森建が担当。担当になった経緯は、元々奥成が杉森のファンであり、杉森の公式HPでセガのイラストを展示する事があった為、『ソニック&オールスターレーシング トランスフォームド』のイラストを依頼したが、杉森自身のスケジュールが多忙で実現しなかった。しかし『大乱闘スマッシュブラザーズ for Nintendo 3DS / Wii U』のゲッコウガの参戦イラストを見て「この様な他社作品も執筆出来る」と思い、『3Dサンダーブレード』終了後の2014年の8月に再依頼をして実現に至った。

## 収録タイトル

### 3D復刻プロジェクトからの収録
- スペースハリアー
  - 厳密には3D復刻プロジェクト版から更に細かい部分を調整したバージョン[4]。
- ファンタジーゾーン オパオパブラザーズ
- アウトラン
- ベア・ナックル 怒りの鉄拳
- ザ・スーパー忍II
- エコー・ザ・ドルフィン

### マークIII/マスターシステム作品の移植
- スペースハリアー3D
- アウトラン3D
  - オリジナル版の3Dは液晶シャッター方式（ゲーム機本体に別売の周辺機器“ 3Dグラス “を接続し、これをプレイヤーの頭に装着する）で表示されていたが、移植版の3Dは他の復刻プロジェクト作品同様、3DS本体の標準規格である視差バリア方式（裸眼立体視可能）による表示に変更されている。